# NGC 5732
NGC 5732 é uma galáxia espiral (Sbc) localizada na direcção da constelação de Boötes. Possui uma declinação de +38° 38' 17" e uma ascensão recta de 14 horas, 40 minutos e 38,9 segundos.
A galáxia NGC 5732 foi descoberta em 16 de Maio de 1787 por William Herschel.